# Under Wraps
Under Wraps je album od skupiny Jethro Tull, které bylo vydané 1984.
Původní vydání v roce 1984 mělo 11 stop, se skladbami "Astronomy," "Tundra," "Automotive Engineering," a "General Crossing" , které se objevily jako bonusy na reedici, mělo CD 15 stop. Vylepšené CD vydané v roce 2005 obsahovalo ještě QuickTime video skladby „Lap Of Luxury“. Ačkoliv fanoušci skupiny považovali elektronicko/syntetický pop sound skupiny J. Tull 80. let za nepřijatelný, pro Martina Barre je Under Wraps jeho nejoblíbenějším albem Jethro Tull.
Album bylo nahráno na jaře roku 1984 v Ianově domácím studiu.

## Seznam skladeb
| Pořadí         | Název                    | Délka |
| -------------- | ------------------------ | ----- |
| 1.             | Lap Of Luxury            | 3:35  |
| 2.             | Under Wraps #1           | 3:59  |
| 3.             | European Legacy          | 3:23  |
| 4.             | Later, That Same Evening | 3:51  |
| 5.             | Saboteur                 | 3:31  |
| 6.             | Radio Free Moscow        | 3:40  |
| 7.             | Astronomy                | 3:38  |
| 8.             | Tundra                   | 3:41  |
| 9.             | Nobody's Car             | 4:08  |
| 10.            | Heat                     | 5:37  |
| 11.            | Under Wraps #2           | 2:14  |
| 12.            | Paparazzi                | 3:47  |
| 13.            | Apogee                   | 5:28  |
| 14.            | Automotive Engineering   | 4:05  |
| 15.            | General Crossing         | 4:02  |
| Celková délka: | Celková délka:           | 58:39 |

## Obsazení
- Ian Anderson – zpěv, flétna, akustická kytara, programované bicí
- Martin Barre – kytary
- Dave Pegg – baskytara.
- Peter-John Vettese – klávesy, perkusní nástroje